# Sumber Asri (Buay Madang Timur)
Sumber Asri is een bestuurslaag in het regentschap Ogan Komering Ulu van de provincie Zuid-Sumatra, Indonesië. Sumber Asri telt 1534 inwoners (volkstelling 2010).